# Charles-René
Charles Olivier René Bibard, genannt Charles-René, (* 6. Mai 1863 in Paris; † 15. September 1935 ebenda) war ein französischer Musikpädagoge und Komponist.
Charles-René studierte am Conservatoire de Paris gemeinsam mit Maurice Emmanuel, Camille Erlanger, Richard Mandl und Spiro Samara Komposition bei Léo Delibes und Klavier bei Antoine François Marmontel. 1884 gewann er mit der lyrischen Szene L’enfant prodigue nach einem Text von Edouard Guinaud hinter Claude Debussy den Ersten Second Grand Prix de Rome.
Er wirkte dann in Paris als Kompositions- und Klavierlehrer. Von 1887 bis 1889 unterrichtete er Maurice Ravel in Kontrapunkt, Harmonielehre und Komposition. Neben einer Reihe von Klavierbearbeitungen für die Klavierwettbewerbe am Conservatoire komponierte Charles-René u. a. Klavierstücke (Esquisses poétiques, Veillée de décembre, Le voyageur, Caprice romantique, Trois valses-caprices), Kammermusik (eine Sonate für Klavier und Violine, Strophes für Horn und Klavier), eine Fantaisie de concert für Violine und Orchester, Deux pièces für Cello und Orchester, die Orchestersuite Reflets du Nord, zwei Messen und zwei Motetten (Panis Angelicus und Inviolata).